# En Skæbne
En Skæbne er en stumfilm fra 1915 instrueret af Robert Dinesen.